# Miguel Rodríguez (matador)
Pour les articles homonymes, voir Miguel Rodríguez et Rodríguez.
Miguel Rodríguez, né le 16 août 1969 à Madrid (Espagne), est un matador espagnol. 

## Présentation

### Carrière
- Débuts en public : Parla (Espagne, province de Madrid) le 24 juin 1984.
- Débuts en novillada avec picadors : El Álamo (Espagne, province de Madrid) le 6 septembre 1987.
- Présentation à Madrid : 11 septembre 1988. Novillos de la ganadería de Los Bayones.
- Alternative : Arenas de San Pedro (Espagne, province d'Ávila) le 30 mars 1990. Parrain, « Joselito » ; témoin, Rafael Camino. Taureaux de la ganadería de María Auxilio Holgado
- Confirmation d’alternative à Madrid : 26 avril 1992. Parrain, Jose María Plaza ; témoin, Julio Norte. Taureaux de la ganadería de Julio Antonio de la Puerta y Castro.